# Opdijk
Een opdijk is een dijk die min of meer haaks op een zeewaterwerende dijk staat en tegelijk een verbinding vormt met de slaperdijk. De term komt voornamelijk voor in Groningen.
Een opdijk vormt vaak de scheiding tussen twee polders, zoals
- de dijk tussen de Westpolder en de Julianapolder
- de dijk tussen de Juliana- en de Negenboerenpolder
- de dijk tussen de Negenboeren- en de Linthorst Homanpolder
- de dijk tussen de Noord- en de Uithuizerpolder